# ناقل أسيل-N الغليسين
ناقل أسيل-N الغليسين (بالإنجليزية: Glycine N-acyltransferase)‏ واختصارا (GLYAT) ويُعرف كذلك باسم ناقل أسيل-N أسيل-كوأ:غليسين (
ر.ت.إ

2.3.1.13

) هوإنزيم يُحفز التفاعل التالي:
أسيل-كوأ + غليسين {\displaystyle \rightleftharpoons } كوأ + N-أسيل غليسين
لهذا الإنزيم ركيزتان هما أسيل-كوأ والغليسين وينتج عن التفاعل الذي يحفزه ناتجان هما كوأ وN-أسيل غليسين. ينتمي هذا الإنزيم إلى عائلة الناقلات وبالتحديد إلى ناقلات الأسيل [الإنجليزية] التي تنقل مجموعات أخرى زيادة على مجموعات الأمينوأسيل. الإسم النظامي لفئة هذا الإنزيم هو ناقل أسيل-N أسيل-كوأ:غليسين. من الأسماء الشائعة الأخرى: ناقل أسيل الغليسين وأسيلاز-N الغليسين.
يلعب هذا الإنزيم دورا بارزا في تحويل حمض البنزويك (بنزوات) إلى حمض الهيبوريك (N-بنزويل غليسين). يُستقلب حمض البنزويك بواسطة ليغاز كوأ-بوتيرات إلى ناتج وسيط بنزويل-كوأ الذي يُستقلب بعدها بواسطة ناقل أسيل-N الغليسين إلى حمض الهيبوريك.